# Hypokopelates cobaltina
Hypokopelates cobaltina är en fjärilsart som beskrevs av Henry Stempffer 1964. Hypokopelates cobaltina ingår i släktet Hypokopelates och familjen juvelvingar. Inga underarter finns listade i Catalogue of Life.